# أوتو أمون
أوتو جورج أمون Otto Georg Ammon (7 ديسمبر 1842 في كارلسروه في بادن – 14 يناير 1916 في كارلسروه) عالم أنثروبولوجيا ألماني.
عمل أمون في البداية كمهندس من عام 1863 إلى عام 1868. وفي عام 1883 قاد عملية استكشاف جغرافية وجيولوجية للطرق الرومانية. وفي عام 1887 انغمس في الأبحاث الأنثروبولوجية، وأصبح عضوًا في جمعية كارلسروه للعصور القديمة وجمعية العلوم الطبيعية. وتقديرًا لمساهماته، حصل على الدكتوراه الفخرية من جامعة فرايبورغ في عام 1904.
وصاغ أمون مصطلح "الأنثروبولوجيا الاجتماعية" مشيرا بها إلى عمله، لكن آخرين اعتبروه أقرب إلى "الداروينية الاجتماعية" أو ما ستعرف فيما بعد فلسفة تحسين النسل.
أما أحد أعماله البارزة فهو كتاب "الانتقاء الطبيعي بين البشر" (1893)، والذي قدم فيه الحجة القائلة بأنه يمكن تحديد نسبة أعلى بشكل ملحوظ من الأفراد ذوي التراث الجرماني بين الأرستقراطيات الأوروبية.  
- الانتقاء الطبيعي بين البشر 1893
- حول أنثروبولوجيا شعب بادن 1899
- النظام الاجتماعي وتطبيقه الطبيعي، 1900